# Струмско
Струмско е бивше село в Югозападна България, присъединено като квартал към Благоевград, България.

## География
Струмско е най-югозападният квартал на Благоевград и единственият разположен от западната страна на главен път Е79, до самата река Струма.

## История
В края на XIX век Струмско е село в Османската империя под името Струмски или Струмишки чифлик.
В 1891 година Георги Стрезов пише за селото:
| „ | Струмски Чифлик (Карасу), 1/2 час на З. от Джумая. В това село една част е чифлик на Н. Влахът от Джумая и на други. Разположено е до левия бряг на Струма. Почва плодородна, която страда много от наводнения. Излизат прочути любеници. Църква, в която се чете български. До лани е имало попско старовремешно училище. Къщи 45, всички българе. | “ |

Според статистиката на Васил Кънчов („Македония. Етнография и статистика“) в 1900 година в Струмски Чифликъ (Корчево) живеят 290 души, от които 140 жители българи-християни и 150 власи. По данни на секретаря на Българската екзархия Димитър Мишев („La Macédoine et sa Population Chrétienne“) в 1905 година в Струмски чифлик (Stroumski-Tchiflik) има 168 българи екзархисти и 150 власи и в селото работи българско училище.
При избухването на Балканската война в 1912 година двама души от Струмски чифлик са доброволци в Македоно-одринското опълчение. В селото влизат български части в началото на октомври 1912 година. След 1913 година селото остава в България.
През 1951 година селото е пръкръстено на Струмско, а в 1971 година е присъединено към Благоевград.

## Личности
Родени в Струмско
- Паун Ангелов, български революционер от ВМОРО, македоно-одрински опълченец, партизанска рота на Никола Лефтеров, 4 рота на 10 прилепска дружина, ностител на орден „За храброст“ ІV степен[6]
- Стойчо Иванов, македоно-одрински опълченец, 2 рота на 5 одринска дружина[7]